# Paradoxe de Tocqueville
 (novembre 2007).
Si vous disposez d'ouvrages ou d'articles de référence ou si vous connaissez des sites web de qualité traitant du thème abordé ici, merci de compléter l'article en donnant les références utiles à sa vérifiabilité et en les liant à la section « Notes et références ».
 (décembre 2023).
- Si vous ne connaissez pas le sujet, laissez ce bandeau (vous pouvez alors contacter les auteurs).
- Si vous supprimez le contenu mis en cause (vous pouvez préalablement contacter les auteurs),

argumentez précisément cette suppression dans la page de discussion
(un manque de référence n'est pas un argument ; une recherche réelle de référence doit avoir été effectuée, être formellement documentée).

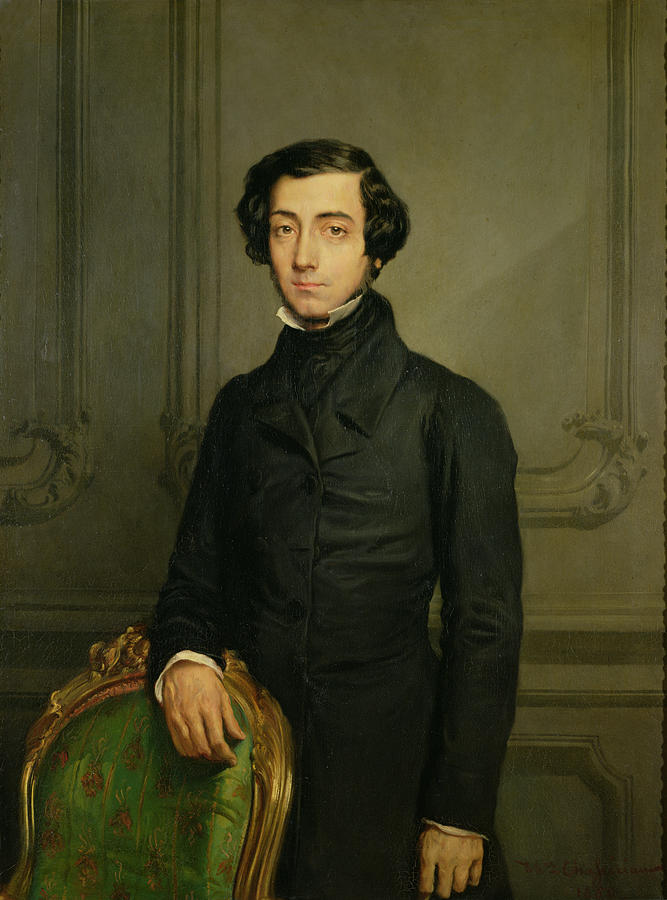
Alexis de Tocqueville (1805-1859), portrait de Théodore Chassériau, 1850

Le philosophe politique français Alexis de Tocqueville a mis au jour divers paradoxes sociaux, le terme paradoxe de Tocqueville peut ainsi se référer à plusieurs phénomènes dont la plupart proviennent de son ouvrage de 1835, De la démocratie en Amérique.

## Paradoxe matrimonial
Tocqueville s'étonne de constater (p. 231) que dans une société où les mariages d'inclination commencent à exister face aux mariages arrangés, le nombre de divorces soit plus grand chez les premiers. Une étude plus fine lui en donne l'explication : les mariages basés sur l'inclination impliquent souvent des personnalités fortes, contre l'avis de leur famille, et il y a un risque accru de conflits entre deux personnalités fortes que entre deux personnalités choisies au hasard dans la population.
Une autre hypothèse suggère que les mariages fondés uniquement sur la recherche immédiate du plaisir et de la satisfaction ne réussiront pas à franchir l'étape quasi-nécessaire où des efforts doivent être déployés pour accepter les imperfections de son partenaire.
Tandis que les mariages dits « de raison », demandent l'acceptation initiale de cet effort à faire. L'effort moral, sentimental, la patience et la tolérance résultantes impliquant en eux-mêmes une chance supplémentaire de résultat. En ce cas, le sentiment résultant est la cause finale du mariage, à défaut d'en être la cause initiale.

## Paradoxe de l'insatisfaction croissante
Tocqueville constate avec non moins de surprise que plus une situation s'améliore (liberté, revenus...), plus l'écart avec la situation idéale (inégalités, pauvreté, corruption) est ressenti subjectivement comme intolérable par ceux-là mêmes qui bénéficient de cette amélioration,,.
Cela se manifeste par deux tendances que Tocqueville a pu observer aux États-Unis :
- Le recul (objectif) de l'inégalité augmente la frustration (subjective) liée aux désirs d'égalité non satisfaits.
- La frustration (subjective) augmente avec la progression (objective) dans l'échelle sociale.

Dans son livre La Persuasion clandestine (1957), l'économiste Vance Packard avance que la publicité exploite fortement la deuxième tendance.